# بولینگ-لاگو، تگزاس
بولینگ-لاگو (به انگلیسی: Boling-Iago) یک منطقهٔ مسکونی در ایالات متحده آمریکا است که در شهرستان وارتون، تگزاس واقع شده‌است. بولینگ-لاگو ۱۲٫۲۴۱ کیلومتر مربع مساحت و ۱٬۲۷۱ نفر جمعیت دارد.